# Маргарет Куоли
Маргарет Куоли (на английски: Margaret Qualley) е американска актриса. Прави дебюта си в киното във филма от 2013 година – „Пало Алто“ и получава признание с ролята си в сериала „Останалите“ (2014 – 2017). След това има роли във филмите „Любезните пичове“ (2016), „Тетрадката на смъртта“ (2017) и „Имало едно време в Холивуд“ (2019). Получава много добри отзиви и номнации за „Еми“ за ролята си на Ан Райнкинг в сериала Fosse/Verdon (2019).
Участва и във филмите на Йоргос Лантимос – „Клети създания“ (2023) и „Благи деяния“ (2024), както и в бодихоръра „Веществото“ (2024).
Куоли е родена в Калиспел, Монтана, САЩ и е дъщеря на актрисата Анди Макдауъл. Преди да се насочи към актьорството, тренира балет.
От 2023 година е омъжена за музиканта Джак Антоноф, като преди това е имала връзки с Пийт Дейвидсън и Шая Лабъф.

## Избрана филмография
- „Пало Алто“ – Ракел
- „Любезните пичове“ (2016) – Амелия Кътнър
- „Тетрадката на смъртта“ (2017) – Миа Сътън
- „Имало едно време в Холивуд“ (2019) – Пусикет
- „Сибърг“ (2019) – Линет Соломон
- „Звездите по обяд“ (2022) – Триш Джонсън
- „Куклички на път“ (2023) – Джейми Добс
- „Клети създания“ (2023) – Фелисити
- „Благи деяния“ (2024) – Вивиан / Марта / Рут / Ребека
- „Веществото“ (2024) – Сю